# Liste der Kulturdenkmäler in Zweibrücken-Stadtmitte
In der Liste der Kulturdenkmäler in Zweibrücken-Stadtmitte sind alle Kulturdenkmäler im Kernbereich der rheinland-pfälzischen Stadt Zweibrücken aufgeführt. Grundlage ist die Denkmalliste des Landes Rheinland-Pfalz (Stand: 14. März 2023).

## Denkmalzonen
| Bezeichnung                                      | Lage                                                                                                  | Baujahr    | Beschreibung | Bild                           |
| ------------------------------------------------ | --- | ---------- | --- | ------------------------------ |
| Denkmalzone Friedhof                             | Vogelgesangstraße Lage                                                                                | 1789       | 1789 angelegt, Erweiterungen 1883, 1919; Aufbahrungshalle (Vogelgesangstraße 13): Sandsteinquaderbau, Mitte der Eingangsseite als überhöhte Tempelfront, bezeichnet 1901; Kriegerdenkmal 1870/71, Denkmal zur Erinnerung an die Feldzüge 1840, 1864–66 und 1870/71, bezeichnet 1895; südlich der Leichenhalle zwei Gräberfelder mit kleinen Steinkreuzen für die Gefallenen des Ersten Weltkriegs; Denkmal der napoleonischen Krieger, bezeichnet 1837; zahlreiche kunst- und stadtgeschichtlich bedeutende Grabdenkmäler | weitere Bilder Fotos hochladen |
| Denkmalzone Herzogvorstadt oder Untere Vorstadt  | Goetheplatz 1, Herzogplatz, Herzogstraße 1–5, 9–15, 2–10, Schillerstraße 2–8, Dinglerstraße 1, 3 Lage | 1760–75    | 1760–75 unter Herzog Christian IV. vor dem Unteren Tor nach Plänen von Baudirektor Christian Ludwig Hautt angelegt, vornehm schlichte Häuser mit Lisenengliederung, Balkonen und Mansarddächern, zum Teil im 19. Jahrhundert durch Neubauten ersetzt, in einigen Häusern Innenausstattung erhalten | weitere Bilder Fotos hochladen |
| Denkmalzone Jüdischer Friedhof                   | Vogelgesangstraße Lage                                                                                | 1893       | 1893 in der Südostecke des 1789 eingerichteten allgemeinen Friedhofs angelegt | Fotos hochladen                |
| Denkmalzone Kasernen in der Oselbach             | Oselbachstraße 41, 22er Straße Lage                                                                   | 1890–96    | Kasernenkomplex, Backstein, 1890–96; Weiße Kaserne: viergeschossige Walmdachbauten mit Seitenrisaliten; mehrere dreigeschossige Bauten sowie eingeschossige Fahrzeughalle; 22er Straße 25: Kommandantenbau, zweiflügeliger neubarocker Walmdachbau; bauliche Gesamtanlage | Fotos hochladen                |
| Denkmalzone Obere Denisstraße                    | Obere Denisstraße 2–8 (gerade Nummern), Obere Himmelsbergstraße 59 Lage                               | um 1920/30 | Siedlung aus der Zeit um 1920/30 aus drei zweigeschossigen Wohnblocks, barockisierende Reformarchitektur mit einzelnen expressionistischen Details | BW                             |
| Denkmalzone Obere Vorstadt                       | Maxstraße 12–18 und 13–19, Gymnasiumstraße 1 Lage                                                     | ab 1700    | Teil der Oberen Vorstadt, die ab 1700 vor dem ehemaligen Obertor errichtet wurde, geschlossen bebauter Straßenabschnitt mit zwei- und dreigeschossigen traufständigen Putzbauten mit gaubenbesetzten Mansarddächern und rückwärtig anschließenden Höfen; bauliche Gesamtanlage | BW                             |
| Denkmalzone Rosengarten                          | Rosengartenstraße Lage                                                                                | 1914       | im landschaftlichen Stil angelegte Gartenanlage mit zentralem Weiher und abwechslungsreich gestalteten Pflanzzonen zwischen Saarlandstraße, Bleicherbach und Schwarzbach; 1914 angelegt nach Plänen von Philipp Siesmayer, mehrfach erweitert und ab 1956 weitgehend neugestaltet durch Oskar Scheerer | weitere Bilder Fotos hochladen |
| Denkmalzone Schwarzbachkanal                     | zwischen Gestütsallee und Rosengartenstraße Lage                                                      | 1770       | von Platanenallee gesäumter Kanal zwischen Bismarckbrücke und „Schließ“; bauliche Fassung des Schwarzbachs 1589, Begradigung ab 1621; Natursteinfassung und begleitende Bepflanzung im Zusammenhang mit der Herzogvorstadt 1770 | weitere Bilder Fotos hochladen |
| Denkmalzone Fasanerie und Lustschloss Tschifflik | östlich der Stadt (Fasaneriestraße 1) Lage                                                            | 1718–27    | terrassenförmige Lustschlossanlage nach Plänen von Jonas Erikson Sundahl, 1718–27, davon erhalten Terrassenmauer mit Kaskaden und seitlichen teilrekonstruierten Pavillons, Wasserbecken; 1757–69 Umwandlung in Fasanerie, von einer Umfassungsmauer umschlossen; darin im Norden Ruine einer Turmhügelburg des frühen 12. Jahrhunderts (Grundmauern eines rechteckigen Turmhauses, zwei Zisternen, Ringmauer, Schildmauer der Vorburg, Halsgraben)                                                                       | weitere Bilder Fotos hochladen |

## Einzeldenkmäler
| Bezeichnung                          | Lage                                                                      | Baujahr                                    | Beschreibung | Bild                           |
| ------------------------------------ | ------------------------------------------------------------------------- | ------------------------------------------ | --- | ------------------------------ |
| Villa                                | 22er-Straße 48/50 Lage                                                    | um 1910                                    | Doppelvilla; eingeschossiger Putzbau, Reformarchitektur unter Einfluss des englischen Landhausstils, um 1910 | BW                             |
| Evangelische Alexanderskirche        | Alexanderstraße 1 Lage                                                    | vor 1493                                   | ursprünglich spätgotische Basilika, vor 1493 bis vermutlich nach 1514, Baumeister wohl Werkmeister Philipp von Gemünd, 1755/56 Neubau des Turms, Architekt Christian Ludwig Hautt, 1945 Zerstörung der gesamten Anlage, 1953–55 vereinfachter Wiederaufbau | weitere Bilder Fotos hochladen |
| Villa Weis                           | Alte Steinhauser Straße 5 Lage                                            | um 1900                                    | eingeschossiger werksteingegliederter Putzbau mit Mittelrisalit, um 1900 | BW                             |
| Villa Ipser                          | Alte Steinhauser Straße 11 Lage                                           | 1908                                       | auch Villa Rothenberg; repräsentativer Putzbau mit Hausteingliederung, dreigeschossiger Turm, Jugendstil, 1908 | weitere Bilder Fotos hochladen |
| Villa Mayer                          | Alte Steinhauser Straße 36 Lage                                           | 1908                                       | Putzbau mit Hausteingliederung, Fachwerkgiebel, Turm- und Erkerbauten, 1908 | BW                             |
| Wohnhaus                             | Bismarckstraße 1 Lage                                                     | letztes Viertel des 19. Jahrhunderts       | Krüppelwalmdachbau, 4 zu 7 Achsen, letztes Viertel des 19. Jahrhunderts | Fotos hochladen                |
| Wohn- und Geschäftshaus              | Bismarckstraße 2/4 Lage                                                   | Ende des 19. Jahrhunderts                  | dreigeschossiger Putzbau, Ende des 19. Jahrhunderts | Fotos hochladen                |
| Wohnhaus                             | Bismarckstraße 6 Lage                                                     | Ende des 19. Jahrhunderts                  | sechsachsiger Putzbau, Ende des 19. Jahrhunderts | Fotos hochladen                |
| Villa                                | Bismarckstraße 12 Lage                                                    | um 1900                                    | eingeschossiger Backsteinbau, polygonaler Turm, Neurenaissance, um 1900 | Fotos hochladen                |
| Wohnhaus                             | Bismarckstraße 14 Lage                                                    | drittes Viertel des 19. Jahrhunderts       | sechsachsiger Putzbau, Eingangsseite mit Erker und Rundbogennischen, drittes Viertel des 19. Jahrhunderts | Fotos hochladen                |
| Relief                               | Denisstraße, an Nr. 22 Lage                                               | erste Hälfte des 20. Jahrhunderts          | Relief | BW                             |
| Wohnhaus                             | Dinglerstraße 7 Lage                                                      | drittes Viertel des 19. Jahrhunderts       | fünfachsiges Wohnhaus, drittes Viertel des 19. Jahrhunderts | Fotos hochladen                |
| Wohnhaus                             | Dinglerstraße 9 Lage                                                      | drittes Viertel des 19. Jahrhunderts       | siebenachsiges Wohnhaus, drittes Viertel des 19. Jahrhunderts | Fotos hochladen                |
| Herzogliches Taubenhaus              | Dinglerstraße, zu Nr. 32 Lage                                             | spätes 18. Jahrhundert                     | kleiner klassizistischer Walmdachbau, spätes 18. Jahrhundert, Balkon vom Anfang des 20. Jahrhunderts | Fotos hochladen                |
| Turm                                 | Eremitagestraße 3 Lage                                                    | 16. Jahrhundert                            | Turm der ehemaligen Eremitage; im Kern eventuell aus dem 16. Jahrhundert, Aufstockung und Pilastergliederung im späteren 19. Jahrhundert | Fotos hochladen                |
| Wohn- und Geschäftshaus              | Fruchtmarktstraße 4 Lage                                                  | 1904                                       | dreigeschossiger Quaderbau, bezeichnet 1904 | Fotos hochladen                |
| Villa                                | Gartenstraße 15 Lage                                                      | um 1920/30                                 | stattliche Walmdach-Villa, klassizisierende Reformarchitektur, um 1920/30 | BW                             |
| Bismarckdenkmal                      | Goetheplatz Lage                                                          | 1896                                       | Granitsockel mit Bronzestatue, 1896 | Fotos hochladen                |
| Katholische Pfarrkirche Heilig Kreuz | Gutenbergstraße 6 Lage                                                    |                                            | ursprünglich neufrühgotische Hallenkirche, 1869–79, Architekt Franz Jakob Schmitt, nach Zerstörung 1945 Wiederaufbau 1949/50 durch Albert Boßlet als flachgedeckter Wandpfeilersaal | weitere Bilder Fotos hochladen |
| Landgestüt Zweibrücken               | Gutenbergstraße 16a Lage                                                  | erste Hälfte des 19. Jahrhunderts          | Landgestüt, erste Hälfte des 19. Jahrhunderts; drei Stallgebäude, zwei Pferdekopfskulpturen und Säule mit Vasenbekrönung; bauliche Gesamtanlage | weitere Bilder Fotos hochladen |
| Villa Schwinn                        | Gutenbergstraße 37 und 41 Lage                                            | 1894                                       | Villa Schwinn samt Remise, Einfriedung und Hofraum; repräsentativer gründerzeitlicher Klinkerbau mit Sandsteingliederung auf bewegtem Grundriss, Neurenaissance, 1894 | Fotos hochladen                |
| Finanzamt                            | Gymnasiumstraße 4 Lage                                                    | 1911                                       | neubarocker Mansarddachbau über hohem Sockel, dreiachsiger Mittelrisalit, 1911 | Fotos hochladen                |
| König-Ludwig-Brunnen                 | Hallplatz Lage                                                            | 1914                                       | achteckiger Brunnentrog mit Girlanden tragenden Putti, Entwurf von Wilhelm Kreis, Einweihung 14. Juni 1914 | Fotos hochladen                |
| Wohn- und Geschäftshaus              | Hauptstraße 65 Lage                                                       | nach 1900                                  | schmaler dreigeschossiger Mansarddachbau, Jugendstil, kurz nach 1900 | Fotos hochladen                |
| Wohn- und Geschäftshaus              | Hauptstraße 71 Lage                                                       | zweite Hälfte des 19. Jahrhunderts         | viergeschossiger gründerzeitlicher Putzbau, polygonaler Eckturm | Fotos hochladen                |
| Gasthaus „Zum Hirsch“                | Hauptstraße 88 Lage                                                       | gegen 1600                                 | ehemaliges Gasthaus „Zum Hirsch“; dreigeschossiger Quderrohbau, stark vorspringender Standerker, gegen 1600, bezeichnet 1679 (Renovierung?); hinter dem Haus viergeschossiger polygonaler Treppenturm, Ende des 16. Jahrhunderts | Fotos hochladen                |
| Rathaus                              | Herzogstraße 1 Lage                                                       | 1770/71                                    | Putzbau, 1770/71, Architekten Michael Krumm und Christian Schweighofer, Bildhauer Andreas Gitzner und Mihm, Aufstockung 1858; zugehörig auch die ehemaligen Wohnhäuser Herzogstraße 3, 5 und 7 | Fotos hochladen                |
| Amts- und Landgericht                | Herzogstraße 2/4, Goetheplatz 1 Lage                                      | zweite Hälfte des 18. Jahrhunderts         | zweiflügeliger barocker Mansardwalmdachbau, zweite Hälfte des 18. Jahrhunderts | Fotos hochladen                |
| Mannlich-Haus                        | Herzogstraße 8 Lage                                                       | zweite Hälfte des 18. Jahrhunderts         | fünfachsiger Putzbau, zweite Hälfte des 18. Jahrhunderts, Aufstockung 1881 | Fotos hochladen                |
| Petrihaus                            | Herzogstraße 9 Lage                                                       | zweite Hälfte des 18. Jahrhunderts         | ehemaliges Wohnhaus, jetzt Stadtmuseum; stattlicher Mansarddachbau, zweite Hälfte des 18. Jahrhunderts | Fotos hochladen                |
| Melanchthonheim                      | Herzogstraße 10 Lage                                                      | zweite Hälfte des 18. Jahrhunderts         | stattlicher Walmdachbau, zweite Hälfte des 18. Jahrhunderts, Aufstockung 1860/61 | Fotos hochladen                |
| Evangelisch-methodistische Kirche    | Hilgardstraße 6 Lage                                                      | 1898                                       | sandsteingegliederter Putzbau, 1898 | Fotos hochladen                |
| Wohnhaus                             | Hilgardstraße 11 Lage                                                     | 1896                                       | eineinhalbgeschossiger historisierender Putzbau, bezeichnet 1896, aufwändige Schmiedeeisenarbeiten | Fotos hochladen                |
| Himmelsbergstollen                   | Himmelsbergstraße, unter Nr. 18, 20 und 22 Lage                           | ab der zweiten Hälfte des 18. Jahrhunderts | ausgedehnte Kelleranlagen, teilweise aus der zweiten Hälfte des 18. Jahrhunderts, überwiegend aus dem 19. Jahrhundert | BW                             |
| Wohn- und Gasthaus                   | Himmelsbergstraße 36 Lage                                                 | Ende des 19. Jahrhunderts                  | repräsentativer Bau mit polygonalem Eckerker, Neurenaissance | Fotos hochladen                |
| Villa Hochburg                       | Hochstraße 4 Lage                                                         | 1910                                       | Doppelvilla, teilweise viergeschossig mit Krüppelwalmdach, Jugendstil, 1910 | BW                             |
| Villa                                | Hofenfelsstraße 14 Lage                                                   | zweite Hälfte des 19. Jahrhunderts         | eingeschossiger gründerzeitlicher Mansarddachbau | Fotos hochladen                |
| Villa                                | Hofenfelsstraße 16 Lage                                                   | Ende des 19. Jahrhunderts                  | gründerzeitlicher Walmdachbau, Neurenaissance | Fotos hochladen                |
| Schulhaus                            | Hofenfelsstraße 53 Lage                                                   | 1880                                       | ehemaliges Helmholtzgymnasium; dreigeschossiger Walmdachbau, 1880, 1904 erweitert, nach Kriegszerstörung 1949/50 wiedererrichtet | Fotos hochladen                |
| Waisenhaus                           | Hofenfelsstraße 68 Lage                                                   | 1891–93                                    | ehemaliges Waisenhaus; schlossartiger Rotsandsteinquaderbau, teilweise verputzt, Neurenaissance, 1891–93 | Fotos hochladen                |
| Wohn- und Geschäftshaus              | Ixheimer Straße 119 Lage                                                  | Anfang des 20. Jahrhunderts                | stattlicher dreigeschossiger späthistoristischer Bau, Anfang des 20. Jahrhunderts | BW                             |
| Wohnhaus                             | Ixheimer Straße 132 Lage                                                  | um 1880/90                                 | spätklassizistisches Wohnhaus, historisierende Einzelformen, um 1880/90 | BW                             |
| Villa Froelich                       | Jakob-Leyser-Straße 9 Lage                                                | um 1900                                    | Walmdachbau mit Ecktürmchen, Säulenloggia etc., um 1900 | Fotos hochladen                |
| Wohnhaus                             | Kaiserstraße 11 Lage                                                      | 1910er Jahre                               | dreigeschossiger Quaderbau, Jugendstil, wohl aus den 1910er Jahren | Fotos hochladen                |
| Wohnhaus                             | Kaiserstraße 64 Lage                                                      | 19. Jahrhundert                            | fünfachsiger klassizistischer Putzbau, 19. Jahrhundert | Fotos hochladen                |
| Evangelische Karlskirche             | Karlstraße 3 Lage                                                         | 1708–11                                    | lisenengegliederter Saalbau, 1708–11, Architekt Haquinus Schlang, nach Zerstörung 1945 Wiederaufbau 1965/66 | weitere Bilder Fotos hochladen |
| Villa Wagenbrenner                   | Kohlenhofstraße 2 Lage                                                    | 1903                                       | stattlicher Putzbau, Neurenaissance, bezeichnet 1903 | BW                             |
| Wohnhaus                             | Landauer Straße 25 Lage                                                   | um 1870/80                                 | siebenachsiger Putzbau, wohl um 1870/80 | Fotos hochladen                |
| Wohnhaus                             | Landauer Straße 75/77 Lage                                                | 1882                                       | eineinhalbgeschossiges Doppelwohnhaus, Attikageschoss Fachwerk, 1882 | Fotos hochladen                |
| Wohnhaus                             | Landstuhler Straße 1 Lage                                                 | um 1900                                    | Doppelhaushälfte; Backsteinbau, um 1900 | BW                             |
| Villa                                | Landstuhler Straße 44 Lage                                                | Anfang des 20. Jahrhunderts                | burgenartiger Putzbau mit Hausteingliederung, Anfang des 20. Jahrhunderts | BW                             |
| Wasserbehälter                       | Landstuhler Straße 105 Lage                                               | 1900                                       | Rotsandsteinquader, bezeichnet 1900 | BW                             |
| Siedlung am Mannlichplatz            | Mannlichplatz 1–8, Hofenfelsstraße 139–159, Sundahlstraße 1–25, 2–24 Lage | 1920er Jahre                               | in den 1920er Jahren nach Plänen des Architekten Gross, auf terrassenartig ansteigendem Gelände axial angeordnete zwei- bis dreigeschossige Mehrfamilienhäuser, Putzbauten mit expressionistischen Stilformen, der Block Sundahlstraße 12–15 mit alles überragendem Turm; bauliche Gesamtanlage; auf dem zentralen Mannlichplatz Wittelsbacher-Brunnen-Denkmal (1906, Entwurf von Drumm), 1939 vom Schlossplatz hierher versetzt | Fotos hochladen                |
| Wohn- und Geschäftshaus              | Poststraße 14 Lage                                                        | 1900                                       | dreigeschossiger Backsteinbau mit Hausteingliederung, Ecktürmchen, bezeichnet 1900 | Fotos hochladen                |
| Packhof der Post                     | Poststraße 33 Lage                                                        | um 1940                                    | dreigeschossiger Verwaltungsbau mit Laderampe, vor oder kurz nach dem Zweiten Weltkrieg | Fotos hochladen                |
| Hauptpost                            | Poststraße 35 Lage                                                        | 1909 ff.                                   | stattlicher dreigeschossiger Mansarddachbau, 1909 ff. | Fotos hochladen                |
| Hauptbahnhof                         | Poststraße 37 Lage                                                        | 1872/73                                    | klassizistisches Bahnhofsgebäude; zweigeschossiger Mittelbau mit eingeschossigen Flügelbauten, 1872/73, dreigeschossige Eckbauten nach 1918 | weitere Bilder Fotos hochladen |
| Villa                                | Realschulstraße 8 Lage                                                    | um 1910                                    | Putzbau, teilweise Fachwerk, um 1910 | Fotos hochladen                |
| Villa                                | Realschulstraße 11 Lage                                                   | um 1910/15                                 | Villa, um 1910/15 | Fotos hochladen                |
| Villa                                | Realschulstraße 12 Lage                                                   | um 1920                                    | Villa, um 1920 | Fotos hochladen                |
| Wohn- und Geschäftshaus              | Rosengartenstraße, zu Nr. 2 Lage                                          | um 1900                                    | zur Hauptstraße gelegener dreigeschossiger Putzbau mit Treppengiebel, um 1900; direkt auf der Stadtmauer aufsitzend | BW                             |
| Festhalle                            | Saarlandstraße 9 Lage                                                     | 1953                                       | mehrteiliger, mehrgeschossiger und reich durchfensterter Putzbau in zeittypischen Formen, 1953, Architekt Werner Böshans; Ausstattung | weitere Bilder Fotos hochladen |
| Wohnhaus                             | Schillerstraße 6 Lage                                                     | frühes 19. Jahrhundert                     | siebenachsiger klassizistischer Putzbau, frühes 19. Jahrhundert | Fotos hochladen                |
| Villa                                | Schillerstraße 17 Lage                                                    | 1887                                       | Villa, Neurenaissance, 1887 | Fotos hochladen                |
| Wohnhaus                             | Schillerstraße 18 Lage                                                    | um 1900                                    | dreigeschossiges Zeilenwohnhaus, um 1900 | Fotos hochladen                |
| Villa Erna                           | Schillerstraße 51 Lage                                                    | 1905                                       | repräsentativer Backsteinbau mit Hausteingliederung, 1905 | Fotos hochladen                |
| Herzogliches Schloss                 | Schloßplatz 7 Lage                                                        | 1720–25                                    | zweieinhalbgeschossiger, einundzwanzigachsiger Bau mit Mittel- und Seitenrisaliten, 1720–25, Baudirektor Jonas Erikson Sundahl, 1793 abgebrannt, 1817 wiederhergestellt | weitere Bilder Fotos hochladen |
| Denkmal                              | Schloßplatz, hinter Nr. 7 Lage                                            | nach 1842                                  | Denkmal König Maximilians I., nach 1842, Bildhauer Philip Wolfius | Fotos hochladen                |
| Bahnhof Niederauerbach               | Tschifflick 2 Lage                                                        | 1877                                       | ehemaliger Bahnhof; ländlich-klassizistischer Typenbau, eingeschossige Nebenbauten (Güterschuppen etc.), wohl von 1877 | weitere Bilder Fotos hochladen |
| Villa                                | Uhlandstraße 10 Lage                                                      | um 1900                                    | eingeschossiger Backsteinbau, polygonaler Treppenturm, Neurenaissance, um 1900 | Fotos hochladen                |
| Wohnhaus                             | Uhlandstraße 12/14 Lage                                                   | um 1900                                    | Doppelwohnhaus, eingeschossiger klassizistischer Putzbau, Kniestock, um 1900 | Fotos hochladen                |
| Evangelisches Vereinsheim            | Wackenstraße 9 Lage                                                       | 1899                                       | ehemals wohl Wohnhaus; Putzbau, Werksteinteile Neurenaissance, 1899 | Fotos hochladen                |
| Villa Spach                          | Wackenstraße 12 Lage                                                      | 1895                                       | späthistoristische Villa, 1895 | Fotos hochladen                |
| Wohnhäuser                           | Wackenstraße 19/21/23 Lage                                                | Anfang des 20. Jahrhunderts                | Gruppe aus drei Wohnhäusern, neubarock, Nr. 21 dreigeschossig, Anfang des 20. Jahrhunderts | Fotos hochladen                |